# Discographie de Sun Ra

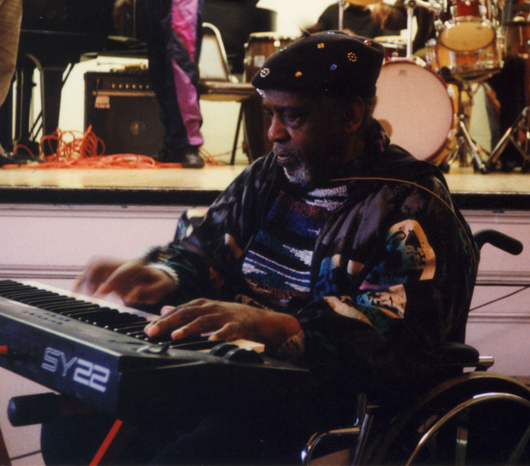
Sun Ra

Cette page décrit la discographie de Sun Ra, compositeur et pianiste de jazz américain.
La discographie de Sun Ra est une des plus importantes de l'histoire du disque,. Le claviériste et compositeur américain a enregistré des dizaines de singles et plus de 100 albums, cumulant plus de 1000 morceaux, ce qui en fait l'un des musiciens les plus prolifiques du XXe siècle.

## Historique
Les albums enregistrés chez El Saturn Records (en) sont habituellement édités à 75 exemplaires et vendus lors de concerts. La plupart des premiers enregistrements de Sun Ra étant probablement enregistrés chez lui sur bande, la qualité d'enregistrement est relativement médiocre. Malgré ces limitations techniques, ces enregistrements sont des documents précieux, et témoignent de la façon dont des artistes s'emparent des moyens de production et de distribution de leur travail.
Avant les années 1970, la plupart de ces albums sont produits à Chicago via El Saturn Records Research, l'entreprise créée par Sun Ra et Alton Abraham. La production déménage ensuite à Philadelphie. Une partie des enregistrements les plus importants sont signés chez Impulse! Records au milieu des années 1970. Ne rencontrant pas le succès escompté, ils sont retirés du catalogue d'Impulse!.
Pour la plupart des albums sortis chez El Saturn Records (en), les pochettes sont réalisées à la main par des membres de l'Arkestra, et ces LP sont souvent prisés par les collectionneurs. Ces albums des années 1950 à la fin des années 1980 ont en général peu, voire pas du tout, d'informations concernant les musiciens ou les dates d'enregistrement ; sur certains la liste des morceaux n'est même pas présente. Les deux faces d'un même vinyle peuvent contenir de la musique enregistrée à des dizaines d'années d'écart, compliquant le travail de classement.
Après la mort de Sun Ra, de nombreux enregistrement sont publiés en CD pour la première fois par Evidence Music (en), Ihnfinity Music, ESP-Disk/ZYX Music ou par Impulse!.
Comme souvent à propos des artistes aussi productifs, les avis divergent quant aux « meilleurs albums ». Pour plusieurs criques, le big band assemblé pour  Jazz in Silhouette (en)(1959) est la meilleure porte d'entrée dans cette œuvre foisonnante. Le Penguin Guide to Jazz inclut cet album dans la « collection de base » de tout fan de jazz sérieux, et le décrit comme « un des enregistrements de jazz les plus importants depuis la Seconde guerre mondiale. »

## Albums studio
| Enregistrement | Titre | Groupe                                               | Label                      |
| -------------- | --- | ---------------------------------------------------- | -------------------------- |
| 1956           | Jazz by Sun Ra (en) (également Sun Song)                                                                  | Sun Ra and his Arkestra                              | Transition                 |
| 1956           | Super-Sonic Jazz (en)                                                                                     | Le Sun Ra and his Arkestra                           | El Saturn Records (en)     |
| 1956           | Sound of Joy (en)                                                                                         | Sun Ra and the Arkestra                              | Delmark Records            |
| 1956-1958      | Visits Planet Earth (en)                                                                                  | Sun Ra and his Solar Arkestra                        | El Saturn                  |
| 1958-1959      | The Nubians of Plutonia (en) (également The Lady with the Golden Stockings)                               | Sun Ra and his Myth Science Arkestra                 | El Saturn                  |
| 1959           | Jazz in Silhouette (en)                                                                                   | Sun Ra and his Arkestra                              | El Saturn                  |
| 1959           | Sound Sun Pleasure!! (en)                                                                                 | Sun Ra and his Astro Infinity Arkestra               | El Saturn                  |
| 1959-1960      | Interstellar Low Ways (en) (également Rocket Number Nine)                                                 | Sun Ra and his Myth Science Arkestra                 | El Saturn                  |
| 1960           | Fate In A Pleasant Mood (en)                                                                              | Sun Ra and his Myth Science Arkestra                 | El Saturn                  |
| 1960           | Holiday For Soul Dance (en)                                                                               | Sun Ra and his Intergalactic Arkestra                | El Saturn                  |
| 1956-1960      | Angels and Demons at Play (en)                                                                            | Sun Ra and his Myth Science Arkestra                 | El Saturn                  |
| 1956-1961      | We Travel The Space Ways (en)                                                                             | Sun Ra and his Myth Science Arkestra                 | El Saturn                  |
| 1961           | The Futuristic Sounds of Sun Ra (en) (également We are in the Future)                                     | Sun Ra and his Arkestra                              | Savoy Records              |
| 1961           | Bad and Beautiful (en)                                                                                    | Sun Ra and his Myth Science Arkestra                 | El Saturn                  |
| 1962           | Art Forms of Dimensions Tomorrow (en)                                                                     | Sun Ra and his Solar Arkestra                        | El Saturn                  |
| 1962           | Secrets of the Sun (en)                                                                                   | Sun Ra and his Solar Arkestra                        | El Saturn                  |
| 1962           | What's New?                                                                                               | Sun Ra                                               | El Saturn                  |
| 1963           | When Sun Comes Out (en)                                                                                   | Sun Ra and his Myth Science Arkestra                 | El Saturn                  |
| 1963           | Cosmic Tones for Mental Therapy (en)                                                                      | Sun Ra and his Myth Science Arkestra                 | El Saturn                  |
| 1963           | When Angels Speak of Love (en)                                                                            | Sun Ra and his Myth Science Arkestra                 | El Saturn                  |
| 1964           | Other Planes of There (en)                                                                                | Sun Ra and his Solar Arkestra                        | El Saturn                  |
| 1965           | The Heliocentric Worlds of Sun Ra, Volume One (en)                                                        | Sun Ra and his Myth Science Arkestra                 | ESP-Disk                   |
| 1965           | The Magic City (en)                                                                                       | Sun Ra and his Myth Science Arkestra                 | El Saturn                  |
| 1965           | The Heliocentric Worlds of Sun Ra, Volume Two (en)                                                        | Sun Ra and his Myth Science Arkestra                 | ESP-Disk                   |
| 1966           | Strange Strings (en)                                                                                      | Sun Ra and his Astro-Infinity Arkestra               | El Saturn                  |
| 1966           | Monorails and Satellites (en)                                                                             | Sun Ra                                               | El Saturn                  |
| 1968           | Continuation                                                                                              | Sun Ra and his Astro-Infinity Arkestra               | El Saturn                  |
| 1967-1969      | Atlantis (en)                                                                                             | Sun Ra and his Astro-Infinity Arkestra               | El Saturn                  |
| 1961-1970      | Out There a Minute                                                                                        | Sun Ra and his Arkestra                              | Blast First                |
| 1969-1970      | Space Probe (également A Tonal View of Times Tomorrow, Vol. 1)                                            | Sun Ra                                               | El Saturn                  |
| 1962-1970      | The Invisible Shield (également Janus, A Tonal View of Times Tomorrow, Vol. 2, Satellites are Outerspace) | Sun Ra and his Intergalactic Research Arkestra       | El Saturn                  |
| 1970           | My Brother the Wind                                                                                       | Sun Ra and his Astro-Solar Infinity Arkestra         | El Saturn                  |
| 1970           | The Night of the Purple Moon                                                                              | Sun Ra                                               | El Saturn                  |
| 1970           | My Brother the Wind Volume II (Otherness)                                                                 | Sun Ra and his Solar Myth Arkestra                   | El Saturn                  |
| 1971           | Solar Myth Approach Vols 1+2                                                                              | Sun Ra and His Solar-Myth Arkestra                   | BYG Actuel                 |
| 1972           | Astro Black                                                                                               | Sun Ra                                               | Impulse!                   |
| 1972           | Space Is the Place (bande originale) (en)                                                                 | Sun Ra and His Intergalactic Solar Arkestra          | Evidence Music (en)        |
| 1973           | Space Is the Place (en)                                                                                   | Sun Ra                                               | Blue Thumb Records         |
| 1973           | Discipline 27                                                                                             | Sun Ra and his Astro Intergalactic Infinity Arkestra | El Saturn                  |
| 1973           | Outer Space Employment Agency                                                                             | Sun Ra and his Intergalactic Arkestra                | Total Energy               |
| 1973           | Pathways to Unknown Worlds (en)                                                                           | Sun Ra and his Astro Infinity Arkestra               | Impulse!                   |
| 1973           | Friendly Love                                                                                             | Sun Ra and his Astro Infinity Arkestra               | Evidence Music (en)        |
| 1976           | Cosmos (en)                                                                                               | Sun Ra                                               | Cobra                      |
| 1977           | Some Blues But Not the Kind That's Blue (en)                                                              | Sun Ra                                               | El Saturn                  |
| 1977           | Solo Piano Volume 1                                                                                       | Sun Ra                                               | Improvising Artists        |
| 1978           | New Steps (en)                                                                                            | Sun Ra Quartet                                       | Horo Records (en)          |
| 1978           | Other Voices, Other Blues (en)                                                                            | Sun Ra Quartet                                       | Horo Records (en)          |
| 1978           | Visions (en)                                                                                              | Sun Ra et Walt Dickerson                             | SteepleChase Records       |
| 1978           | Lanquidity (en)                                                                                           | Sun Ra                                               | Philly Jazz                |
| 1978           | Disco 3000                                                                                                | Sun Ra and his Arkestra                              | El Saturn                  |
| 1979           | Omniverse                                                                                                 | Sun Ra                                               | El Saturn                  |
| 1979           | On Jupiter                                                                                                | Sun Ra and his Arkestra                              | El Saturn                  |
| 1979           | Strange Celestial Road (en)                                                                               | Sun Ra Arkestra                                      | Rounder Records            |
| 1979           | Sleeping Beauty (en)                                                                                      | Sun Ra and his Arkestra                              | El Saturn                  |
| 1979           | The Other Side of the Sun                                                                                 | Sun Ra and his Arkestra                              | Sweet Earth Records        |
| 1979           | God Is More than Love Can Ever Be                                                                         | Sun Ra and his Arkestra                              | El Saturn 72579            |
| 1980           | Aurora Borealis                                                                                           | Sun Ra and his Arkestra                              | El Saturn 10480            |
| 1982           | A Fireside Chat with Lucifer                                                                              | Sun Ra and his Outer Space Arkestra                  | Saturn Research B1984SG-9  |
| 1982           | Celestial Love                                                                                            | Sun Ra and his Outer Space Arkestra                  | El Saturn 19842            |
| 1982           | Nuclear War                                                                                               | Sun Ra Arkestra                                      | Y Records                  |
| 1986           | Reflections in Blue (en)                                                                                  | Sun Ra Arkestra                                      | Black Saint/Soul Note (en) |
| 1986           | Hours After (en)                                                                                          | Sun Ra Arkestra                                      | Black Saint/Soul Note (en) |
| 1988           | Hidden Fire 1                                                                                             | Sun Ra                                               | Saturn 13188III/12988II    |
| 1988           | Hidden Fire 2                                                                                             | Sun Ra                                               | Saturn 13088A/12988B       |
| 1988-1989      | Somewhere Else (en)                                                                                       | Sun Ra                                               | Rounder                    |
| 1989           | Blue Delight (en)                                                                                         | Sun Ra                                               | A&M Records                |
| 1990           | Purple Night (en)                                                                                         | Sun Ra                                               | A&M Records                |
| 1990           | Mayan Temples (en)                                                                                        | Sun Ra Arkestra                                      | Black Saint/Soul Note (en) |

## Albums studio posthumes
| Enregistrement | Titre                                                        | Groupe                                  | Sortie | Notes                                                                                               | Label               |
| -------------- | ------------------------------------------------------------ | --------------------------------------- | ------ | --------------------------------------------------------------------------------------------------- | ------------------- |
| 1963           | Blue York                                                    | Sun Ra                                  | 2014   | Disque bonus pour la ressortie de Continuation                                                      | Corbett vs. Dempsey |
| 1965           | Heliocentric Worlds Vol. 3 (The Lost Tapes)                  | Sun Ra                                  | 2005   | Matériel issu des séances d'enregistrement de The Heliocentric Worlds of Sun Ra, Volume Two (en)    | ESP Disk            |
| 1965           | Other Strange Worlds                                         | Sun Ra And His Astro-Infinity Arkestra  | 2014   | Matériel enregistré à l'appartement de Sun Ra à New York, à la même époque que Strange Strings (en) | Roaratorio          |
| 1968-1969      | Sun Embassy                                                  | Sun Ra And His Astro-Ihnfinity Arkestra | 2018   | Enregistrements inédits de répétitions dans la maison de Sun Ra à Philadelphie                      | Roaratorio          |
| 1969           | The Intergalactic Thing                                      | Sun Ra And His Astro-Ihnfinity Arkestra | 2016   | Enregistrements inédits de répétitions dans la maison de Sun Ra à Philadelphie                      | Roaratorio          |
| 1973           | Crystal Spears                                               | Sun Ra                                  | 2000   | Album inédit, prévu pour sortir chez Impulse!                                                       | Transparency        |
| 1973           | Cymbals                                                      | Sun Ra                                  | 2000   | Album inédit, prévu pour sortir chez Impulse!                                                       | Transparency        |
| 1973           | Sign Of The Myth                                             | Sun Ra And His Astro-Ihnfinity Arkestra | 2014   | Matériel issu de l'enregistrement de Pathways to Unknown Worlds (en)                                | Roaratorio          |
| 1974           | Dance of the Living Image: The Lost Reel Collection Volume 4 | Sun Ra                                  | 2007   | Matériel issu répétitions à San Francisco                                                           | Roaratorio          |

## Albums live
| Enregistrement | Titre                                                                     | Groupe                                               | Label                    |
| -------------- | ------------------------------------------------------------------------- | ---------------------------------------------------- | ------------------------ |
| 1960           | Music from Tomorrow's World: Chicago 1960                                 | Sun Ra and His Arkestra                              | Atavistic                |
| 1964           | Featuring Pharoah Sanders & Black Harold (en)                             | Sun Ra                                               | ESP-Disk                 |
| 1966           | Nothing Is (en)                                                           | Sun Ra                                               | ESP-Disk                 |
| 1966-1968      | Outer Spaceways Incorporated                                              | Sun Ra and his Arkestra                              | Black Lion Records       |
| 1968           | Pictures of Infinity                                                      | Sun Ra                                               | Black Lion Records       |
| 1970           | Nuits de la Fondation Maeght (en)                                         | Sun Ra Arkestra                                      | Shandar                  |
| 1970           | It's After the End of the World (en)                                      | Sun Ra and his Intergalactic Research Arkestra       | MPS                      |
| 1970           | Black Myth/Out in Space (en)                                              | Sun Ra and his Intergalactic Research Arkestra       | Motor Music              |
| 1971           | Nidhamu (en)                                                              | Sun Ra and his Astro Intergalactic Infinity Arkestra | El Saturn                |
| 1971           | Live in Egypt 1 (en)                                                      | Sun Ra and his Astro Intergalactic Infinity Arkestra | El Saturn                |
| 1971           | Horizon (en)                                                              | Sun Ra and his Arkestra                              | El Saturn                |
| 1971           | The Paris Tapes - Live at Le Théâtre Du Châtelet 1971                     | Sun Ra and his Mythic Science Arkestra               | Kindred Spirits          |
| 1973           | What Planet Is This?                                                      | Sun Ra and His Space Arkestra                        | Leo                      |
| 1973           | Concert for the Comet Kohoutek                                            | Sun Ra                                               | ESP-Disk                 |
| 1973           | Live in Paris at the Gibus                                                | Sun Ra                                               | Atlantic Records         |
| 1973           | Planets Of Life Or Death: Amiens '73                                      | Sun Ra and His Intergalactic Research Arkestra       | Strut                    |
| 1974           | Out Beyond the Kingdom Of                                                 | Sun Ra and His Outer Space Arkestra                  | El Saturn                |
| 1974           | The Antique Blacks                                                        | Sun Ra and his Arkestra                              | El Saturn                |
| 1974           | Sub Underground                                                           | Sun Ra and his Arkestra                              | El Saturn 92074          |
| 1976           | Live at Montreux (en)                                                     | Sun Ra and his Arkestra                              | El Saturn                |
| 1976           | A Quiet Place in the Universe                                             | Sun Ra and his Arkestra                              | Leo                      |
| 1977           | Taking a Chance on Chances                                                | Sun Ra and His Arkestra                              | El Saturn                |
| 1977           | The Soul Vibrations of Man                                                | Sun Ra and His Arkestra                              | El Saturn                |
| 1977           | St. Louis Blues (solo piano)                                              | Sun Ra                                               | Improvising Artists (en) |
| 1977           | Solo Piano Recital Teatro La Fenice                                       | Sun Ra                                               | Leo                      |
| 1977           | Unity (en)                                                                | Sun Ra and his Arkestra                              | Horo Records             |
| 1978           | Springtime in Chicago                                                     | Springtime in Chicago                                | Leo                      |
| 1978           | The Sound Mirror                                                          | Sun Ra and his Arkestra                              | El Saturn 19782          |
| 1979           | Of Mythic Worlds                                                          | Sun Ra                                               | Philly Jazz              |
| 1979           | I, Pharaoh                                                                | Sun Ra and his Arkestra                              | El Saturn 6680           |
| 1979           | Live from Soundscape (en)                                                 | Sun Ra and his Arkestra                              | DIW Records (en)         |
| 1980           | Sunrise in Different Dimensions (en)                                      | Sun Ra Arkestra                                      | Hathut Records           |
| 1980-1981      | The Complete Detroit Jazz Center Residency                                | Sun Ra And The Omniverse Jet Set Arkestra            | Transparency             |
| 1981           | Beyond the Purple Star Zone                                               | Sun Ra And The Omniverse Jet Set Arkestra            | El Saturn 123180         |
| 1981           | Dance of Innocent Passion                                                 | Sun Ra                                               | El Saturn                |
| 1982           | Oblique Parallax                                                          | Sun Ra                                               | El Saturn SR72881        |
| 1983           | The Sun Ra Arkestra Meets Salah Ragab In Egypt – Plus The Cairo Jazz Band | Sun Ra Arkestra, Salah Ragab, The Cairo Jazz Band    | Praxis                   |
| 1983           | Love in Outer Space                                                       | Sun Ra And His Arkestra                              | Leo                      |
| 1983           | Hiroshima                                                                 | The Sun Ra All Stars Band                            | Art Yard Records         |
| 1984           | Cosmo Sun Connection                                                      | Sun Ra and his Arkestra                              | El Saturn                |
| 1984           | Live at Praxis '84                                                        | The Sun Ra Arkestra                                  | Leo                      |
| 1985           | Live at Club Lingerie                                                     | The Sun Ra Arkestra                                  | Transparency             |
| 1985           | Live at Myron's Ballroom                                                  | The Sun Ra Arkestra                                  | Transparency             |
| 1986           | A Night in East Berlin                                                    | Sun Ra and his Cosmo Discipline Arkestra             | Leo                      |
| 1987           | John Cage Meets Sun Ra                                                    | John Cage and Sun Ra                                 | Meltdown                 |
| 1988           | Cosmo Omnibus Imagiable Illusion (en)                                     | The Sun Ra Arkestra                                  | DIW Records (en)         |
| 1989           | Second Star to the Right (Salute to Walt Disney)                          | Sun Ra and his Intergalactic Arkestra                | Leo                      |
| 1989           | Stardust from Tomorrow                                                    | Sun Ra and His Intergalaxtic Arkestra                | Leo                      |
| 1990           | Live in London 1990                                                       | Sun Ra and His Year 2000 Myth Science Arkestra       | Blast First              |
| 1990           | Live at the Hackney Empire                                                | Sun Ra and His Year 2000 Myth Science Arkestra       | Leo                      |
| 1991           | At the Village Vanguard                                                   | Sun Ra Sextet                                        | Rounder                  |
| 1991           | Friendly Galaxy                                                           | Sun Ra Arkestra                                      | Leo                      |
| 1992           | Destination Unknown                                                       | Sun Ra and his Omniverse Arkestra                    | Enja                     |
| 1993           | Pleiades                                                                  | Sun Ra and His Arkestra                              | Leo                      |

## Compilations
| Sortie | Titre                                                  | Groupe                                         | Label                          |
| ------ | ------------------------------------------------------ | ---------------------------------------------- | ------------------------------ |
| 2000   | Greatest Hits: Easy Listening for Intergalactic Travel | Sun Ra and His Arkestra                        | Evidence                       |
| 2001   | Out in Space                                           | Sun Ra and His Intergalactic Research Arkestra | Evidence                       |
| 2007   | The Creator of the Universe (Lost Reel: Volume 1)      | Sun Ra                                         | Transparency                   |
| 2007   | Intergalactic Research (Lost Reel: Volume 2)           | Sun Ra                                         | Transparency                   |
| 2007   | The Shadows Took Shape (Lost Reel: Volume 3)           | Sun Ra                                         | Transparency                   |
| 2007   | Dance of the Living Image (Lost Reel: Volume 4)        | Sun Ra                                         | Transparency                   |
| 2009   | Interplanetary Melodies                                | Sun Ra and His Arkestra                        | Norton Records (en)            |
| 2009   | The Second Stop Is Jupiter                             | Sun Ra and His Arkestra                        | Norton Records (en)            |
| 2009   | Rocket Ship Rock                                       | Sun Ra and His Arkestra                        | Norton Records (en)            |
| 2014   | In the Orbit of Ra                                     | Sun Ra and His Arkestra                        | Strut Records                  |
| 2015   | To Those of Earth... And Other Worlds                  | Sun Ra and His Arkestra                        | Strut Records                  |
| 2016   | The Space Age Is Here To Stay                          | Sun Ra And His Interplanetary Vocal Arkestra   | Modern Harmonic/Sundazed Music |

## Partitions
| Sortie    | Titre                                                                       | Groupe | Label             |
| --------- | --------------------------------------------------------------------------- | --- | ----------------- |
| 1954-1960 | Spaceship Lullaby: Chicago 1954-60                                          | Sun Ra/the Vocal Groups featuring Nu Sounds, the Unitels & the Cosmic Rays | Atavistic         |
| 1966      | Impressions of a Patch of Blue (en)                                         | Walt Dickerson Quartet, avec Sun Ra au clavecin | MGM               |
| 1966      | Batman and Robin                                                            | The Sensational Guitars Of Dan & Dale. Sun Ra n'est pas crédité mais joue de l'orgue ; figurent également quelques membres de l'Arkestra, comme Pat Patrick (en) ou John Gilmore (en) | Tifton            |
| 1968      | A Black Mass                                                                | Amiri Baraka with Sun Ra and his Myth Science Arkestra | Jihad Productions |
| 1988      | Stay Awake: Various Interpretations of Music from Vintage Disney Films (en) | Sun Ra and His Arkestra jouent Pink Elephants On Parade tiré de Dumbo | A&M Records       |
| 1992      | A Tribute to Stuff Smith (en)                                               | Billy Bang, avec Sun Ra, John Ore et Andrew Cyrille | Soul Note         |
| 2013      | Artpop                                                                      | Lady Gaga. Sun Ra est crédité comme co-auteur de la chanson Venus | Interscope        |